# Mieres (Asztúria)
Mieres egy település Spanyolországban, Asztúria autonóm közösségben. Mieres Lena, Riosa, Morcín, Ribera de Arriba, Oviedo, Langreo, San Martín del Rey Aurelio, Llaviana és Aller községekkel határos. Lakosainak száma 36 132 fő (2024).

## Népesség
A település népessége az utóbbi években az alábbiak szerint változott:
| Lakosok száma | 48 926 | 46 561 | 44 992 | 44 070 | 42 421 | 41 013 | 38 962 | 37 959 | 36 574 | 36 132 |
|               | 2001   | 2004   | 2007   | 2009   | 2012   | 2014   | 2017   | 2019   | 2022   | 2024   |